# Mona Hrawi
Mona Elias Hrawi (z domu Jammal) - libańska działaczka społeczna, pierwsza dama Republiki Libańskiej w latach 1989-1998, druga żona byłego prezydenta Eliasa Hrawiego (od 1961). Mieli dwoje dzieci: córkę Zalfę i syna Rolanda. Jest przewodniczącą libańskiej Fundacji Dziedzictwa Narodowego.